# Mirko Bratuša
Mirko Bratuša, slovenski kipar, * 1963, Negova v Slovenskih goricah.
Študiral je kiparstvo na Akademiji za likovno umetnost v Ljubljani, v Münchnu nato pa še na Umetnostni akademiji v Düseldorfu. Podiplomski študij je zaključil na ALU-(Akademiji za likovno umetnost) v Ljubljani pri prof. Luju Vodopivcu. 
Trenutno je profesor na Pedagoški fakulteti Univerze v Ljubljani. 
Junija 2019 je bil izvoljen za izrednega, 2025 za rednega člana SAZU. 

## Kiparsko delo
Prva dela je oblikoval v kovini in lesu (na pr.: Vlivanje modrosti gospodu Hieronymu, fontana razstavljena v vrtu Vile Katarina leta 1991), kasneje pa je v svoja dela vključil materiale žive in mrtve narave; bron, glino, vosek, poliester, papir, industrijske proizvode, vodo in celo elektriko. Njegove plastike in kipi so izvirni, presenečajo, navdušujejo in pogosto šokirajo gledalca. Veliko razprav je že povzročil s svojimi javnimi plastikami, ki jih je postavil:
- Javna plastika »pomembnih« zgodovinskih osebnosti v Novi Gorici (leta 1999),
- »Slovenski likovni kanape« krasita ga glavi Zdenke Badovinac in Igorja Zabela (leta 2000),
- več del Rizi-Bizi,
- več del Naravni kipi,
- Živalsko-človeške postave,
- razstava Neimenovani, ki je bila pripravljena na povabilo galerije Circulo de Belles Artes iz Madrida, kjer štiri skulpture lenobno posedajo ali poležavajo po tleh z motom: "valjati se po tolstem vampu Evrope, čim manj delati in čim več žreti"